# 小島漆壺斎
小島漆壺斎（こじましっこさい）は、江戸時代初期から代々島根県松江市にて漆工に従事する蒔絵師の家である。松江藩の塗師棟梁であった五代目の小島清兵衛（1761～1830年）が、時の松江藩主であり大名茶人として名高い松平不昧公（1751～1818年）の薫陶を受け、公より「漆壺斎」の号を賜る。以降累代「漆壺斎」の号を受け継ぎ、棗、香合などの茶器を主に製作している。不昧公好みの瀟洒な作風で知られる。当代の漆壺斎は七代目。

## 小島家の来歴
初代小島清兵衛
（生年不詳～延宝3年〈1675年〉6月19日没）
京都烏丸の塗師・堅地屋清兵衛の次男として生まれる。
国替えによって信州松本から出雲へ入国した松江藩初代藩主・松平直政公（1601～1666年）の招聘により、寛永16年（1639年）に松江藩塗師棟梁として松江へ入府。
寛文7年（1667年）年の出雲大社大造営の際、御造営塗師棟梁を勤め、その功により苗字帯刀を許され小島清兵衛を名乗る。元禄年間（1688～1704年）に描かれた“松江末次本町絵図”. （島根大学付属図書館デジタルアーカイブ）には桶屋丁に「表四間口　塗師清兵衛屋敷」の記述が見える（現在のカラコロ広場 に相当）。小島家はその後も松江藩塗師棟梁を勤め、代々清兵衛の名を受け継ぐ。
二代目小島清兵衛
（生年不詳～元文4年〈1739年〉1月8日没）
「北湖」と号する。
三代目小島清兵衛
（生年不詳～天明1年〈1781年〉12月3日没）
寛保3年（1743年）出雲大社御造営の塗師棟梁を勤める。
四代目小島清兵衛
（生年不詳～寛政1年〈1789年〉9月21日没）
幼名を理兵衛。孝行者であることを賞され、京橋川の現・東京橋の南西側たもと付近に「孝行灘」という小さな土地を拝領する。

### 「漆壺斎」襲名以降
初代漆壺斎 ＝五代目小島清兵衛
（宝暦11年〈1761年〉～天保1年〈1830年〉）
寛政1年（1789年）に家督を相続。翌年参勤交代で江戸へ赴く不昧公に随従して江戸大崎の松江藩下屋敷（現在の北品川五丁目付近）に出仕。当時江戸で当代一の名工と謳われた原羊遊斎に師事し、蒔絵の技法を習得する。やがて不昧公の命により制作した狩野伊川院の下絵による銘「秋野」の大棗が、趣意に叶った名品との評価を受け、不昧公から「漆壺斎」の号を賜った。以来不昧公お好みの棗、香合、会席道具のみならず、公の正室であるせい姫（＝せい楽院。「せい」は「青＋彡」）の櫛にいたるまで制作を命じられる。文化14年（1817年）二十人扶持の禄を給う。
初代漆壺斎の作風は真塗りに秀いで、棗は合口造りも殊に優れ、むっくりとした肉取と過不足ない蒔絵は茶器として、その品位の高さが賞玩されるところである。
「潔く上品で瀟洒な作風は、現代でも十分に通用するデザイン感覚を備えているといえよう」小林裕子（三井記念美術館学芸員）。
二代目漆壺斎
（文化9年〈1812年〉～弘化3年〈1846年〉）
初代の息で「乗継」と称す。父に塗り・蒔絵を学び文政13年（1830年）に家督を相続するが、病弱のため35歳で早世。緻密で技巧的な蒔絵を得意とした。
三代目漆壺斎
（文政1年〈1818年〉～明治15年〈1882年〉）
初代の息で二代目の弟である。幼名を林五郎という。のちに「明受」と称す。佐野家を継ぐが兄の早世に伴い小島家へ復籍して家督を相続した。日頃から傍らに鈴を置きその音色を愛で、自ら「鈴翁」と号した粋人で、蒔絵でも材質に鉛や錫、貝などを用いた琳派風のものを作るなど意欲的な才人であった。
四代目漆壺斎
（嘉永5年〈1852年〉～昭和4年〈1929年〉）
幼名を豊十郎。八束郡佐太村の安達家より小島家の養子となり明治15年（1882年）に家督を継いだ。還暦後は「能充」と号した。作風は真面目で盛った美しさをみせる。木地の多くを「指物の名工」といわれた木地師・初代小林幸八が作ったため、四代目の作品に秀作が多いとされる。
五代目漆壺斎
（明治18年〈1885年〉～昭和25年〈1950年〉）
四代目の次男。幼名を久次郎という。号を「青華」という。東京美術学校教授の辻村松華に師事する。父の病気で大正7年（1918年）、家督を相続した。作風は重厚で密、しかも品格があり、蒔絵、塗り（真塗り、塗立てとも）の技術はずば抜けたものがある。歴代漆壺斎の中で初代漆壺斎と並ぶ名工と云われる。地元の茶人との交遊が多く、市内の信楽寺に有志とともに「初代漆壺斎碑」を建立した。妻は松江の彫金師「嘯月堂」初代・塩津親次（元治1年〈1864年〉～昭和20年〈1945年〉）の娘。
また実弟（四代目の三男）小島仙三郎も蒔絵師として活動した。
六代目漆壺斎
（明治44年〈1911年〉～平成6年〈1994年〉）
五代目の長男。幼名は理吉郎。東京美術学校工芸科漆工部へ進み、松田権六教授に伝統漆芸の技法を学ぶ。卒業して高岡工芸学校漆工芸科で教鞭を執るが、父の病臥により帰郷し六代目を襲名した。作風は全般にモダンで絵は青貝を併用したものが多く見られる。よく才筆をふるい島根新聞などに随筆を寄稿した。教育関係にも従事し島根県立聾学校の設立に尽力。同校教頭、島根県文化財専門委員、松江市文化財審議会委員などを勤める。妻は出雲大社権宮司、美保神社宮司などを勤めた神職・清水真三郎の娘。
七代目漆壺斎
（昭和22年〈1947年〉～）
六代目の長男。東京芸術大学名誉教授の新村撰吉に師事し、蒔絵・髹漆（特に乾漆）、日本画などを学び、松田権六にも師事する。父の病気のため昭和56年（1981年）七代目を襲名し、現在は伝承の仕事に加えて乾漆での茶器の製作を意欲的に試みている。

## 作品を収蔵している美術館
- 島根県立美術館（島根県松江市）
- 松江市立松江歴史館（島根県松江市）
- 田部美術館（島根県松江市）
- 手錢記念館（島根県出雲市）
- 八雲本陣（島根県松江市）
- 絲原記念館（島根県仁多郡奥出雲町）
- 根津美術館（東京都港区南青山）
- 逸翁美術館（大阪市池田市）
- Asian Art Museum of San Francisco（アメリカ・カリフォルニア州サンフランシスコ市）[9]